# Milivoj
Milivoj je moško osebno ime.

## Izvor imena
Ime Milivoj je različica moškega osebnega imena Milan.

## Pogostost imena
Po podatkih Statističnega urada Republike Slovenije je bilo na dan 31. decembra 2007 v Sloveniji število moških oseb z imenom Milivoj: 306.

## Osebni praznik
Osebe z imenom Milivoj godujejo takrat kot osebe z imenom Klemen.